# Miro Kovač
Miro Kovač, född 20 september 1968 i Split i Jugoslavien (nuvarande Kroatien), är en historiker, diplomat och kroatisk politiker (HDZ). Han var Kroatiens ambassadör i Tyskland åren 2008–2013. Den 22 januari–19 oktober 2016 innehade han  tjänsten som Kroatiens utrikesminister i regeringen Tihomir Orešković.
Kovač är gift och har tre barn. Han talar engelska, franska och tyska samt förstår italienska och nederländska.